# Victor Kamhuka
Victor Kamhuka (* 4. Februar 1990 in Harare) ist ein simbabwischer Fußballspieler.

## Karriere

### Verein
Victor Kamhuka stand bis 2010 beim Eagles FC Harare in Simbabwe unter Vertrag. Im Februar 2011 wechselte er nach Südafrika. Hier schloss er sich den Mpumalanga Black Aces in eMalahleni an. Im September 2012 unterschrieb er einen Vertrag beim Black Leopards FC. Der Verein aus Thohoyandou spielte in der ersten Liga des Landes, der Premier Soccer League. Für die Black Leopards absolvierte er sechs Erstligaspiele. Mitte 2013 kehrte er in sein Heimatland zurück, hier spielte er bis Ende 2016 für den Dynamos FC und How Mine FC. Von Anfang 2017 bis Juli 2017 war er vertrags- und vereinslos. Am 1. August 2017 wechselte er für vier Monate nach Indien zum Pathachakra FC. Im Anschluss ging er nach Nepal, wo ihn der Manang Marsyangdi Club aus Kathmandu verpflichtete. Der Verein spielte in der ersten Liga, der A-Division-Liga. Mitte 2019 ging er wieder zurück nach Indien, hier spielte er bis zum Jahresende für den Bhawanipore FC. Nach Vertragsende zog es ihn Anfang 2020 nach Myanmar, wo ihn der in der ersten Liga, der Myanmar National League, spielende Ayeyawady United aus Pathein unter Vertrag nahm. Am 17. Februar 2021 unterschrieb Victor einen Vertrag bei PDRM FA, einem Verein aus der ersten malaysischen Liga, der Malaysia Super League. Nach nur einem halben Jahr zog es ihn zurück nach Indien zum dortigen Klub Southern Samity. Im März 2022 zog es ihn nach Vietnam, wo er einen Vertrag beim Erstligisten FC Thanh Hóa unterschrieb. Für den Verein aus Thanh Hóa bestritt er bis August 2022 zehn Erstligaspiele. Von Mitte August 2022 bis Januar 2023 war er vertrags- und vereinslos. Der Pretoria Callies FC, ein Zweitligist aus Südafrika nahm ihn Ende Januar 2023 unter Vertrag.

### Nationalmannschaft
Im März 2021 debütierte er in der simbabwischen Nationalmannschaft bei einer 0:2-Niederlage gegen Sambia anlässlich eines Qualifikationsspiels zum Afrika-Cup 2022.